# Aplec (revista)
Aplec fou una revista cultural en català de la qual només se'n va poder publicar un número l'abril de 1952. Estava editada pel Club de Divulgació Literària i impresa a Gràfiques Marina, S.A. La redacció de la revista estava situada a la Gran Via de les Corts Catalanes (aleshores Avenida José Antonio Primo de Rivera), 818 (seu del referit Club). Pel que fa al format, tenia 24 pàgines a dues i tres columnes i unes dimensions de 270x215 mm. El número solt costava 7 pessetes. Era una revista literària, molt ben il·lustrada.
La seva editora fou Maria Dolors Orriols, fundadora del Club de Divulgació Literària, amb la col·laboració de Josep Planchart. Per a conseguir permís per a editar-la (ja que no era clandestina, com altres publicacions en català anteriors posteriors a l'acabament de la guerra civil, contactà amb Joan Beneyto, director general de censura, qui li indicà que publiqués una «revista que no sigui periòdica, que surti de tant en tant, i de continguts aigualits, és a dir, ni carn ni peix». Aquesta no fou l'opció que adoptaren Orriols i els altres promotors del projecte. El dia 10 d'abril de 1952, que s'esqueia en Dijous Sant, el diari La Vanguardia Española publicava un anunci de la revista, indicant que apareixeria el dia 12, Dissabte de Glòria. Molt poc després de la seva presència als quioscos, i malgrat gaudir d'autorització, fou retirada per iniciativa del governador civil de Barcelona Felipe Acedo Colunga, segrestant-ne els exemplars en circulació i prohibint-ne la publicació.
Dins de la revista, hi havia articles dedicats a autors importants com Franz Kafka, amb la traducció d'un conte seu, Un metge de poble (Ein Landarzt), amb il·lustracions d'Antoni Guansé, fragments de memòries, històries curtes, crítiques de llibres, explicació de les obres de teatre del moment, articles sobre música, un article sobre una exposició d'art, crítiques de cinema i un article sobre l'art en els parcs. També s'hi iniciava una col·lecció de novel·les curtes i la primera que es començava a publicar per fascicles era “L'altra ciutat” de Maria Aurèlia Capmany.

## Contingut

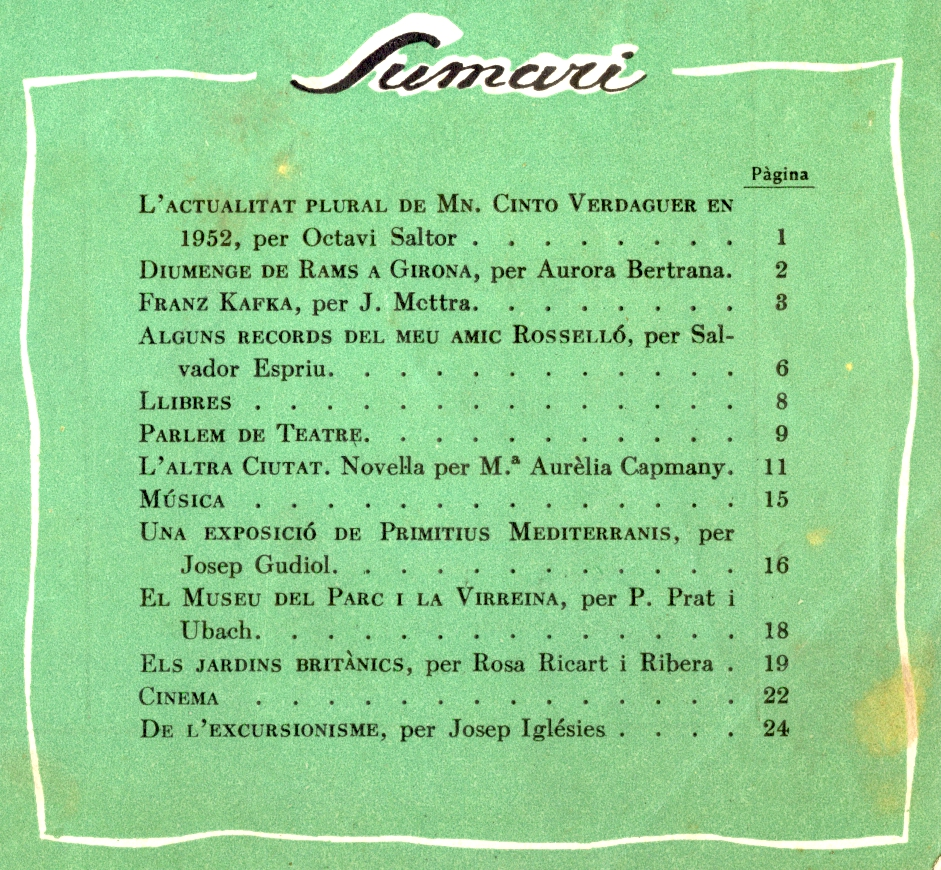
Sumari del núm. 1 de la revista

Els articles publicats en el referit únic exemplar, i els seus autors, permeten avaluar el perfil i el nivell del projecte cultural i periodístic que suposava Aplec:
- L'actualitat plural de Mn. Cinto Verdaguer en 1952, per Octavi Saltor.
- Diumenge de Rams a Girona (Fragments d'unes memòries), per Aurora Bertrana.
- Franz Kafka. L'autor i la seva obra, per Jacques Mettra.
- Un metge de poble, de Kafka.
- Alguns records del meu amic Rosselló, per Salvador Espriu.
- Llibres (ressenyes d'El carrer Estret, de Josep Pla, i de Després, de Maurici Serrahima), a càrrec de Pere Vinyoles i Vivet.
- Secció Parlem de Teatre

- De Franç', signat per D.P.
- No jutjaràs, per Fèlix Cucurull.
- Un gran escàndol a París (notícia de la representació a París de La tête des autres, de Marcel Aymé).
- Què ha passat als nostres teatres?, per P.V. i V. (Pere Vinyoles i Vivet).

- L'altra ciutat, de Maria Aurèlia Capmany (primer fascicle d'aquesta novel·la, inclòs a la part central de la revista).
- Secció Música

- Mr. Lazare Levy al Conservatori Superior Municipal de Música, per Artur Menéndez Aleyxandre.
- Comentaris.

- Secció de l'Art

- Una exposició de primitius mediterranis a Bordeus, per Josep Gudiol.
- Sales d'exposició.
- El museu del Parc i la Virreina, per Pere Prat Ubach.

- L'art en la naturalesa: Els jardins britànics, per Rosa Ricart i Ribera.
- Secció Cinema

- La darrera lliçó del cinema italià, per Maria Luz Morales.
- Calidoscopi, per Zoe Ramírez.

- De l'excursionisme, per Josep Iglésies.